# فورت سیبرت (ویرجینیای غربی)
فورت سیبرت (به انگلیسی: Fort Seybert) یک منطقهٔ مسکونی در ایالات متحده آمریکا است که در شهرستان پندلتن، ویرجینیای غربی واقع شده‌است.